# Atletica leggera ai Giochi della II Olimpiade - 4000 metri siepi
La gara dei 4000 metri siepi dei Giochi della II Olimpiade si tenne il 16 luglio 1900 a Parigi, in occasione dei secondi Giochi olimpici dell'era moderna.

## Risultati
Finale diretta senza qualificazioni. Ore 16,45.

### Finale
I tre britannici prendono la testa della gara e si disputano la vittoria in volata. Vince Rimmer di una iarda e mezzo su Bennett. Poco distante giunge Robinson. Il tempo del vincitore è mezzo minuto migliore del primato nazionale francese (detenuto da Chastanié, giunto quarto), a dimostrazione della superiorità della scuola inglese.
Il vincitore dei 2500 siepi disputatisi il giorno precedente, Orton, accusa la fatica e termina quinto. 
| Pos.    | Nazione     | Atleta           | Età | Tempo ufficiale | Tempo stimato                   |
| ------- | ----------- | ---------------- | --- | --------------- | ------------------------------- |
| Oro     | Regno Unito | Jack Rimmer      | 22  | 12'58"4         |                                 |
| Argento | Regno Unito | Charles Bennett  | 30  |                 | 12'58"6 (una iarda e mezzo)     |
| Bronzo  | Regno Unito | Sidney Robinson  | 24  |                 | 12'58"8 (una iarda dal secondo) |
| 4       | Francia     | Jean Chastanié   | 25  |                 | n/d (otto iarde dal terzo)      |
| 5       | Canada      | George Orton     | 27  |                 | n/d                             |
| 6       | Germania    | Franz Duhne      | 22  |                 | n/d                             |
| -       | Stati Uniti | Alexander Grant  | 26  |                 | r                               |
| -       | Stati Uniti | Thaddeus McClain | 24  |                 | r                               |